# Aharon Almog
Aharon Almog (hebräisch אהרן אלמוג; geboren 14. September 1931 in Tel Aviv, Völkerbundsmandat für Palästina; gestorben 8. Mai 2021) war ein israelischer Schriftsteller, Dichter und Dramatiker.

## Biografie
Aharon Almog wurde 1931 in Tel Aviv geboren. Seine Familie war im 19. Jahrhundert aus dem Jemen ins Gebiet des heutigen Israel immigriert. Er absolvierte die Mikwe-Israel-Landwirtschaftsschule und die Universität Tel Aviv. Danach unterrichtete er an einer Tel Aviver Schule hebräische Literatur. 1951 veröffentlichte er erste Gedichte und 1959 erste Geschichten. Ihm wurde 1982 der Brenner Preis verliehen und 1999 der Bialik-Preis.
Er war ab 1959 mit der Schriftstellerin Ruth Almog verheiratet, sie haben zwei Töchter.

## Werke
Buchtitel in englischer Übersetzung
- Sad Spring in Judah
- First Days
- Midnight Prayer
- Praise to Israel
- Black Dog and other Stories
- Jerusalem Hilton
- A Week in 1948